# Parafia Catahoula
Parafia Catahoula (ang. Catahoula Parish, fr. Paroisse de Catahoula) – parafia cywilna w stanie Luizjana w Stanach Zjednoczonych. Obszar całkowity parafii obejmuje powierzchnię 739,42 mil2 (1 915,10 km²). Według danych z 2010 r. parafia miała 10 407 mieszkańców. Parafia powstała w 1808 roku, a jej nazwa pochodzi od jeziora Catahoula, którego nazwa z języka Indian Taensa i jest tłumaczona jako duże, czyste jezioro.

## Sąsiednie parafie
- Parafia Franklin (północ)
- Parafia Tensas (północny wschód)
- Parafia Concordia (wschód)
- Parafia Avoyelles (południe)
- Parafia La Salle (zachód)
- Parafia Caldwell (północny zachód)

## Miasta
- Jonesville

## Wioski
- Harrisonburg
- Sicily Island
- Wallace Ridge (CDP)